# 怪奇恋愛作戦
『怪奇恋愛作戦』（かいきれんあいさくせん）は、2015年1月10日から3月28日まで毎週土曜日0:12 - 0:52（金曜日深夜）に、テレビ東京系の「ドラマ24」枠で放送されていた日本のテレビドラマ。主演は麻生久美子。
なお本項目では日時表記を日本標準時で記載し、提出された出典内容や公式サイトで表示されている内容とは異なる。

## あらすじ
婚期を逃した消崎夏美・揺木秋子・華本冬の3人のアラフォー女性が、3人の友情で人造人間や吸血鬼、妖怪などの怪奇現象に巻き込まれながら、それらと戦っていく。

## キャスト

### 主要人物
消崎 夏美（けしざき なつみ）〈37〉
演 - 麻生久美子
カフェ開店を夢見るが詐欺に遭い、「喫茶面影」店員として働く。恋人なし。
揺木 秋子（ゆらぎ あきこ）〈38〉
演 - 坂井真紀
定時制の私立高校教師。担当教科は音楽。恋人なし。男子生徒からの嘘告白や嘘デートの約束を信じ、騙した生徒たちに嘲笑される。
華本 冬（はなもと ふゆ）〈38〉
演 - 緒川たまき
自称女優。建築会社勤務のOLだったが、勤務が不定期であることから上司から解雇を言い渡される。

### 警察関係者
三階堂 登（さんかいどう のぼる）〈40〉
演 - 仲村トオル
刑事。夏美の幼なじみ。萌香と肉体関係のない交際をしている。
悲別（かなしべつ）
演 - 大倉孝二
刑事で三階堂とコンビを組む。
巡査A
演 - 岩崎う大（かもめんたる）
累町にある交番巡査。後輩のBにいじられる。
巡査B
演 - 槙尾ユウスケ（かもめんたる）
同じく交番巡査。Aの後輩。

### 喫茶面影
唄子（うたこ）
演 - 犬山イヌコ
女主人。
萌香（もえか）
演 - 今野鮎莉
アルバイト店員。一応三階堂の彼女だが彼を男として見ていない。
眠山（ねむりやま）
演 - 山西惇
常連客。様々な怪奇現象に詳しい謎の男。

### その他
黴田（かびた）
演 - 水澤紳吾
冬の元同僚。
語りべ
演 - 池谷のぶえ
眠山以外の人間たちに見えない存在。ドクロのネックレスをしている。

### ゲスト
第1話 - 第2話
- 怪人 - 赤堀雅秋
- 廻博士 - 小澤征悦
- 太った女 - 星野園美

第1話
- 情報屋 - マギー
- 宝石店店主 - 原金太郎
- 宝石店妻 - 長田奈麻
- 不動産屋 - 村上航
- 冬の上司 - 廣川三憲
- OL - 水野小論
- バーテン - 小村裕次郎
- 星野 - 碓井将大
- 森下 - 川原一馬
- 竜太 - 磯崎竜一
- 若い女 - 若菜シエル
- 魚屋 - 菊川浩二
- OL - 嘉菜多
- 会社員 - 佐野元哉

第2話
- 全裸じいさん - ジジ・ぶぅ
- ラーメン屋店主 - 飯田孝男
- オタク - 加藤賢崇
- 人造人間1 - 千太郎
- 人造人間2 - Velo武田
- 人造人間3 - 一ノ瀬ワタル
- 人造人間4 - 広沢俊
- 人造人間5 - 影山大輝

第3話 - 第4話
- タバサ - 成海璃子（友情出演）
- 院長 - 毬谷友子
- 峰 - 萩原聖人
- 老ミドリ - 銀粉蝶
- 水沼 - 入江雅人
- ミドリ - 中山絵梨奈
- モンド・ブーのメンバー - 桐原真奈、宮川朝美、武井麻妃

第3話
- 老タバサ - 久松夕子
- タクシー客の女子大生 - 小園茉奈
- 老婆（タクシー客） - 羽場睦子
- 病院の待合人- 佐野元哉

第4話
- 中年のおっさん - 吉増裕士
- 医者 - Mark、Ricardo・T、David・Ridges

第5話 - 第6話
- 神楽 ミナ - 荻野目慶子（幼少期：庄子愛華）
- 神楽 育朗 - 松井健太
- 我孫子 - 森田ガンツ
- 生徒A - 栗原シュナ

第5話
- 若い女性 - 土屋由季
- リポーター - 植田萌子
- 被害者役の女 - 相馬絵美
- 面影の客 - 佐野元哉

第6話
- 用務員 - 松岡依都美
- 面影の客 - 嘉菜多

第7話 - 第8話
- 九十九 一人 - 森岡龍
- 悪魔ブイヨン（声） - ピエール瀧
- 見栄晴 - 見栄晴

第7話
- 監督 - ANI（スチャダラパー）
- 腹話術芸人 - 松尾スズキ
- 謎の店主 - 伊藤ヨタロウ

第9話 - 第10話
- 霧島 霞 - 真野恵里菜
- 草壁 静子 - 木野花

第10話
- 住職 - ミッキー・カーチス

第11話 - 第12話
- 植木職人 - 鈴木浩介
- 女将 - 高橋ひとみ
- 老婆 - 中村メイコ
- おでん屋 - オクイシュージ
- 番頭 - 山本龍二
- 旅館従業員 - 佐野元哉
- 村人 - アヴちゃん（女王蜂）

## スタッフ
- 脚本 - ケラリーノ・サンドロヴィッチ[9]、関谷崇、田中眞一、小峯裕之
- 音楽 - 鈴木慶一[10]
- 監督 - ケラリーノ・サンドロヴィッチ、白石和彌[11]、濱谷晃一（テレビ東京）
- オープニングテーマ - 女王蜂「ヴィーナス」（Sony Music Associated Records）[12]
- エンディングテーマ - 電気グルーヴ「Fallin' Down」（Ki/oon Music）[12]
- 撮影 - 神田創
- 照明 - 丸山和志
- 助監督 - 鬼頭理三
- タイトルバック - 上田大樹
- エンディングタイトルロゴ&イラスト - ステレオテニス
- エンディングアニメーション - せきやすこ、北村みなみ
- 特殊メイクデザイン・造型 - 藤原カクセイ、林屋陽二、吉田茂正
- スタントコーディネーター - 高槻祐士
- ガンエフェクト - 会田文彦
- チーフプロデューサー - 中川順平（テレビ東京）
- プロデューサー - 濱谷晃一（テレビ東京） / 小松俊喜（楽映舎）
- コンテンツプロデューサー - 五箇公貴
- アシスタントプロデューサー - 小松幸敏
- 制作 - テレビ東京、楽映舎
- 製作著作 - 「怪奇恋愛作戦」製作委員会

## 放送日程
| 第1話  | 1月10日 | 21世紀のフランケンシュタイン・前編 | ケラリーノ・サンドロヴィッチ          | ケラリーノ・サンドロヴィッチ | ケラリーノ・サンドロヴィッチ | ケラリーノ・サンドロヴィッチ |
| 第2話  | 1月17日 | 21世紀のフランケンシュタイン・後編 | ケラリーノ・サンドロヴィッチ          | ケラリーノ・サンドロヴィッチ | ケラリーノ・サンドロヴィッチ | ケラリーノ・サンドロヴィッチ |
| 第3話  | 1月24日 | 妖怪年食い・前編                   | ケラリーノ・サンドロヴィッチ          | ケラリーノ・サンドロヴィッチ | ケラリーノ・サンドロヴィッチ | ケラリーノ・サンドロヴィッチ |
| 第4話  | 1月31日 | 妖怪年食い・後編                   | ケラリーノ・サンドロヴィッチ          | ケラリーノ・サンドロヴィッチ | ケラリーノ・サンドロヴィッチ | ケラリーノ・サンドロヴィッチ |
| 第5話  | 2月07日 | 闇夜の少年・前編                   | 関谷崇                                | 白石和彌                     |                              |                              |
| 第6話  | 2月14日 | 闇夜の少年・後編                   | 関谷崇                                | 白石和彌                     |                              |                              |
| 第7話  | 2月21日 | 悪魔ブイヨン・前編                 | ケラリーノ・サンドロヴィッチ 田中眞一 | ケラリーノ・サンドロヴィッチ |                              |                              |
| 第8話  | 2月28日 | 悪魔ブイヨン・後編                 | ケラリーノ・サンドロヴィッチ 田中眞一 | ケラリーノ・サンドロヴィッチ |                              |                              |
| 第9話  | 3月07日 | 乙女☆純情奇譚・前編                | 田中眞一                              | 濱谷晃一                     |                              |                              |
| 第10話 | 3月14日 | 乙女☆純情奇譚・後編                | 田中眞一                              | 濱谷晃一                     |                              |                              |
| 第11話 | 3月21日 | 鬼神村と七人の生贄・前編           | ケラリーノ・サンドロヴィッチ 小峯裕之 | ケラリーノ・サンドロヴィッチ |                              |                              |
| 第12話 | 3月28日 | 鬼神村と七人の生贄・後編           | ケラリーノ・サンドロヴィッチ 小峯裕之 | ケラリーノ・サンドロヴィッチ |                              |                              |